# (2960) Ohtaki
(2960) Ohtaki est un astéroïde de la ceinture principale.

## Description
(2960) Ohtaki est un astéroïde de la ceinture principale. Il fut découvert le 18 février 1977 à Kiso par Hiroki Kosai et Kiichiro Hurukawa. Il présente une orbite caractérisée par un demi-grand axe de 2,22 UA, une excentricité de 0,11 et une inclinaison de 4,5° par rapport à l'écliptique.

## Compléments